# یواس‌اس زین (دی‌دی-۳۳۷)
یواس‌اس زین (دی‌دی-۳۳۷) (به انگلیسی: USS Zane (DD-337)) یک کشتی بود که طول آن ۳۱۴ فوت ۴ ۱⁄۲ اینچ (۹۵٫۸۲۲ متر) بود. این کشتی در سال ۱۹۱۹ ساخته شد.